# Beatsteaks
Beatsteaks er et alternative rock-/punk-band fra Berlin og har pladekontrakt med Warner Music. Beatsteaks modtog MTV Europe Music Awards som Best German Act i 2004.

## Bandets historie
Peter Baumann, Stefan Hircher, Alexander Rosswaag og Bernd Kurtzke dannede The Beatsteaks i 1995. Kort tid bagefter kom Arnim Teutoburg-Weiß som forsanger og 3. guitarrist tii bandet. Han har en yderst markant stemme, som både er skrigende og hæs. Beatsteaks vandt en bandkonkurrence i 1996 og måtte som præmie være support til Sex Pistols. Dette optræden var deres 10. koncert nogensinde.
Deres første album hed 48/49 og udkom i 1997. I 1999 udkom deres andet album Launched hos Epitaph Records Derefter fulgte turneer med Bad Religion, Die Ärzte, Donots og Die Toten Hosen, hvilket resulterede i, at et stort publikum kunne se dem.
Deres tredje album Living Targets udkom i 2002, hvilket blandt andet indeholder singlerne Let Me In og Summer. Disse to numre fik dem i radioen og på TV i Tyskland. 
Berliner-bandets gennembrud kom med albummet Smack Smash i 2004, hvor deres anden single I Don't Care As Long As You Sing blev kåret til sommerens sang. Ved MTV European Music Awards i 2004 vandt bandet den "Best German Act" mod blandt andet Rammstein. I sommeren 2005 spillede Beatsteaks på Roskilde Festivalen. I slutningen af 2005 udkom deres dobbelt-DVD B-Seite, som indeholder en dokumentarfilm om bandets historie, alle deres daværende videoer og massevis af live-videoer. I 2007 udkom Limbo Messiah med singlerne Jane Became Insane, Cut Off the Top, Demons Galore og Meantime.
Den 7. Juli 2007, spillede Berlinerne på et udsolgt Kindl-Bühne Wuhlheide, som på det tidspunkt var deres største headliner koncert indtil videre. Der kom ca. 17.000 tilskuere. I samme år vandt de radiolytterprisen 1Live Krone og blev kåret til Tysklands bedste live-band. Beatsteaks vandt – igen – over Rammstein i denne kategori. Bandet vandt 1Live Krone endnu en gang året efter i 2008.
Den 2. Maj 2008 udkom deres live-album Kanonen auf Spatzen med 2 cd'er og en dvd. Efter afslutningen af Limbo Messiah – turneen tog Beatsteaks en pause for at skrive nyt materiale. 
Bandet har skrevet på deres hjemmeside, at deres 6. studioalbum "BOOMBOX" vil udkomme den 28. januar 2011, mens den første single "Milk & Honey" vil udkomme som download den 3. december 2010 og som single-cd den 14. januar 2011.
Beatsteaks kom forbi København og Aarhus forholdsvis den 6. og 7. maj 2011.  Der ud over spillede Beatsteaks på Roskilde festivalen 2011.
I 2013 udgav Beatsteaks et dobbelt live-album med navnet "Muffensausen" som kom på plads 3 på den tyske hitliste.
Den 20. juni 2014 udgav Beatsteaks den første single "Gentleman of the year" af deres nye album "Beatsteaks" som udkommer den 1. august 2014.

## Bandets nuværende medlemmer
- Arnim Teutoburg-Weiß
- Bernd Kurtzke
- Peter Baumann
- Torsten Scholz
- Thomas Götz

## Diskografi

### Albummer
| 1997 | 48/49               | –  | –  | –  |
| 1999 | Launched            | –  | –  | –  |
| 2002 | Living Targets      | –  | –  | –  |
| 2004 | Smack Smash         | 11 | 19 | 74 |
| 2007 | Limbo Messiah       | 3  | 4  | 19 |
| 2008 | Kanonen auf Spatzen | 5  | 11 | 66 |
| 2011 | BOOMBOX             | 1  | 3  | 14 |
| 2011 | BOOMBOX+X           | -  | -  | -  |
| 2013 | Muffensausen        | 3  | 25 | 81 |
| 2014 | BEATSTEAKS          | 1  | 6  | 11 |

### Singles
| 2002 | Summer                           | Living Targets      | –  | –  | – |
| 2002 | Let Me In                        | Living Targets      | –  | –  | – |
| 2004 | Hand in Hand                     | Smack Smash         | 72 | –  | – |
| 2004 | I Don‘t Care as Long as You Sing | Smack Smash         | 59 | –  | – |
| 2004 | Hello Joe                        | Smack Smash         | 53 | –  | – |
| 2004 | Loyal to None                    | Smack Smash         | –  | –  | – |
| 2007 | Jane Became Insane               | Limbo Messiah       | 23 | 51 | – |
| 2007 | Cut Off the Top                  | Limbo Messiah       | 59 | –  | – |
| 2007 | Demons Galore                    | Limbo Messiah       | –  | –  | – |
| 2007 | Meantime                         | Limbo Messiah       | –  | –  | – |
| 2008 | Hail to the Freaks               | Kanonen auf Spatzen | –  | –  | – |
| 2008 | Hey Du                           | Kanonen auf Spatzen | –  | –  | – |
| 2010 | Milk & Honey                     | BOOMBOX             | 35 | 66 | - |
| 2011 | Cheap Comments                   | BOOMBOX             | 82 | -  | - |
| 2011 | Automatic                        | BOOMBOX             | 43 | 55 | – |
| 2011 | House on Fire                    | BOOMBOX             | -  | -  | - |
| 2013 | Say Say Say                      | Muffensausen        | 68 | -  | - |
| 2014 | Gentleman of the year            | BEATSTEAKS          | 66 | -  | - |

### DVDer
| År   | Titel                     | Chart-Positioner | Chart-Positioner | Chart-Positioner |
| År   | Titel                     | DE               | AT               | CH               |
| ---- | ------------------------- | ---------------- | ---------------- | ---------------- |
| 2005 | B-Seite                   | 55               | -                | -                |
| 2007 | Demons Galore (Bonus DVD) | 3                | -                | 4                |
| 2008 | Kanonen auf Spatzen       | -                | -                | -                |

## Priser
- 2004: MTV Europe Music Awards Best German Act
- 2007: 1LIVE Krone Best LiveAct
- 2008: 1LIVE Krone Best LiveAct

## Weblinks
- Officiel hjemmeside
- Artikel på Arkiveret 11. marts 2016 hos  Wayback Machine GAFFA (dansk)
- Interview på Arkiveret 6. marts 2016 hos  Wayback Machine GAFFA (dansk)
- Beatsteaks Arkiveret 6. december 2011 hos  Wayback Machine bei Pressure Magazine (deutsch)
- Interview med Peter Baumann og Thomas Götz på fm5.at Arkiveret 13. august 2007 hos  Wayback Machine
- Interview med Arnim Teutoburg-Weiß på hoersturz.net Arkiveret 8. marts 2016 hos  Wayback Machine
- The Beatsteaks i OMDB (Webside ikke længere tilgængelig)